# Mai 1798

## Événements
- 11 mai, France : coup d’État du 22 floréal an VI contre les néo-jacobins : 106 nouveaux élus sont invalidés et les corps administratifs et judiciaires sont épurés (loi du 22 floréal an VI).

- 16 mai : entrée triomphale du général noir Toussaint Louverture et de son armée d'ex-esclaves dans Port-au-Prince[1].

- 17 mai, Calcutta : Richard Wellesley prend ses fonctions de gouverneur général de l’Inde britannique (fin en 1805)[2].

- 18 mai : le prince Repnine est envoyé à Berlin pour proposer une quadruple alliance défensive (Russie, Autriche, Prusse, Grande-Bretagne)[3].

- 19 mai : début de l'expédition de Bonaparte en Égypte, envoyé dans le but de menacer la Grande-Bretagne en Méditerranée orientale et de la couper de la route des Indes. Partie de Toulon, elle prend Malte le 12 juin[4].

- 20 mai, France : Jean-Baptiste Treilhard, élu Directeur, remplace François de Neufchâteau, ministre de l’Intérieur.

- 23 mai : le patriote irlandais Theobald Wolfe Tone conduit une révolte infructueuse contre les Britanniques, soutenue par la France[5]. Elle est suivie d’une répression féroce.

- 24 mai : bataille de Prosperous.

- 26 mai : bataille de Tara Hill.

- 28 mai : bataille d'Enniscorthy.

- 30 mai : bataille de Newtownmountkennedy.

## Naissances
- 21 mai : Prosper Barbot, peintre français († 12 octobre 1877).

## Décès
- 2 mai : Maarten Houttuyn (né en 1720), médecin et naturaliste néerlandais.
- 10 mai : George Vancouver, navigateur britannique.
- 20 mai : Ajima Naonobu (né en 1732), mathématicien et astronome japonais.